# Iglesia de Jesús
La Iglesia de Nuestro Padre Jesús de Murcia (Región de Murcia, España), es sede de la Cofradía de Semana Santa del mismo nombre, construida entre 1675 y 1696 como edificación independiente, tras abandonar la hermandad la capilla que poseía dentro del contiguo convento de los Agustinos (actual Iglesia de San Andrés). 
La Iglesia de Jesús forma parte del Museo Salzillo,
edificio anexo a la Iglesia. Dentro del templo se exponen los pasos procesionales que el escultor Francisco Salzillo —uno de los más importantes de la escultura española— realizó para la referida institución penitencial.
Fue declarada Monumento Nacional en 1935.

## Historia
El lugar donde hoy se encuentra ubicada la Iglesia de Jesús correspondió con anterioridad a la ermita de San Sebastián, levantada según Díaz Cassou entre 1463 y 1478, para conmemorar el final de una epidemia. La ermita fue concedida a la orden de los agustinos conjuntamente con la de la Arrixaca, construyendo su convento junto a ambas ermitas a partir de 1579.
En 1600 se fundó la hermandad religiosa de devotos de Nuestro Padre Jesús Nazareno, cuyas constituciones fueron aprobadas por auto de 3 de septiembre del mismo año. La cofradía edificó una primitiva capilla, que Martínez Tornel data en 1603, que se denominó de las Once Mil Vírgenes y que estaba dentro de la iglesia conventual de los agustinos (actualmente parroquia de San Andrés).
En 1675 se producen los primeros conflictos entre los agustinos y la cofradía, que se extenderán durante todo un siglo, motivando la desaparición de la ermita de San Sebastián y la construcción en su emplazamiento de la Iglesia de Jesús.
En 1676 se inició la obra de construcción de la iglesia, que se extenderá durante veinte años hasta su bendición en 1696. En 1686 fue subastada la obra de la portada, siendo adjudicada el 7 de julio a Francisco de Hontiyuelos. Esta iglesia independiente contaría aun así con una comunicación con la contigua iglesia conventual.

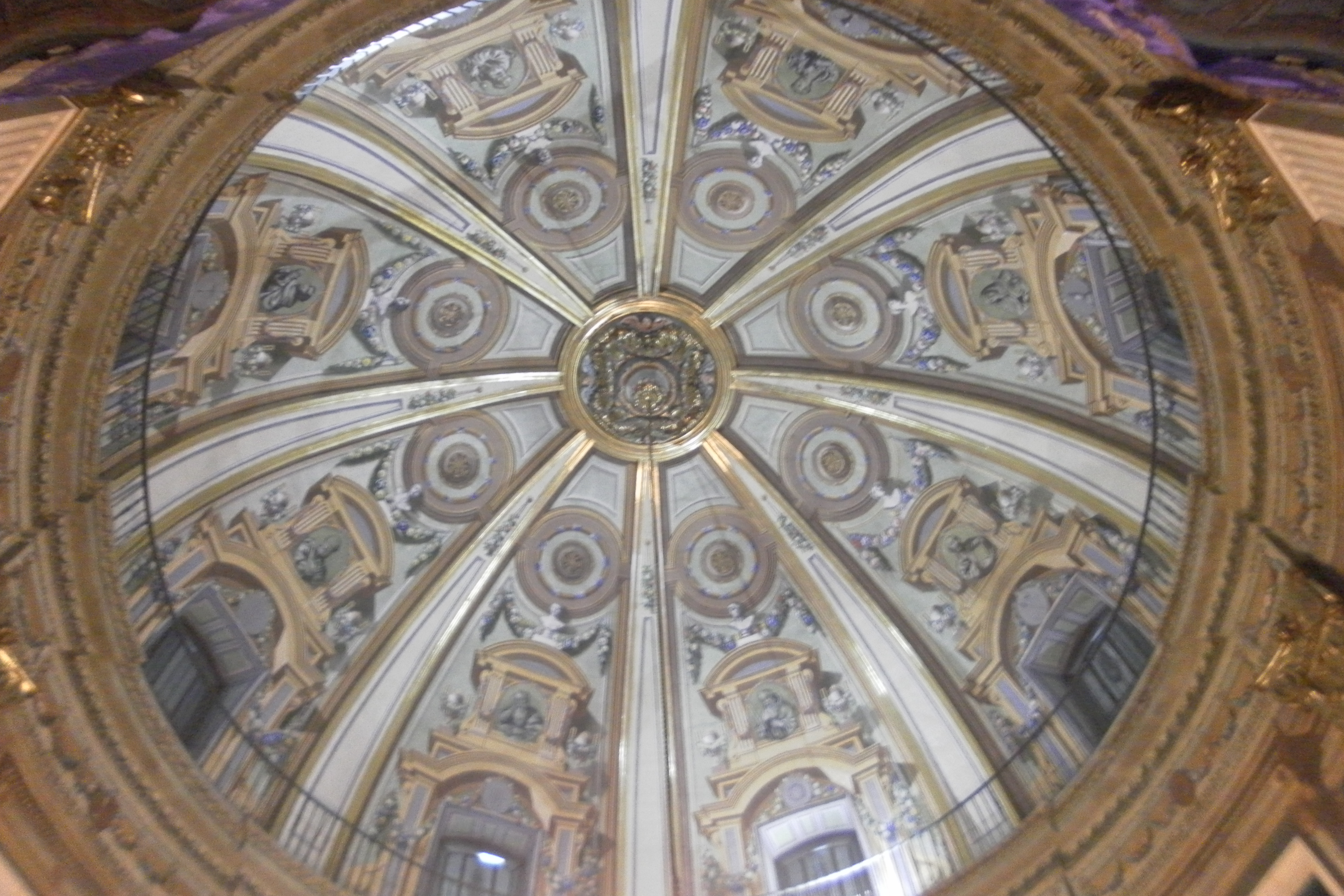
Imagen del interior de la cúpula de la Iglesia, con las pinturas de Pablo Sistori

Dentro ya del siglo XVIII se procedió a realizar ciertos cambios tanto en la procesión como en la iglesia. El impulsor de esta empresa fue el mayordomo de la cofradía don Joaquín Riquelme y Togores, que encargó al escultor Francisco Salzillo la renovación de los pasos procesionales, a la vez que proyectó la reforma y decoración interior de la iglesia, reforma que Martínez Tornel fecha en 1777. La obra ejecutada en esta época estuvo dirigida hacia la adecuación de algunas de las capillas y elementos complementarios como altares, púlpitos, etc. 
El referido pleito entre los monjes y la hermandad penitencial fue ganado por la cofradía, y a consecuencia de la sentencia, en 1765 fue tapiada la comunicación entre San Agustín y la Iglesia de Jesús.
En 1792 es encargada la decoración de los paramentos interiores de la iglesia a Pablo Sístori, pintor perspectivista italiano afincado en Murcia, autor así mismo de los retablos pictóricos de la Iglesia de Santa Eulalia y de la Iglesia de San Juan de Dios.

## Patrimonio

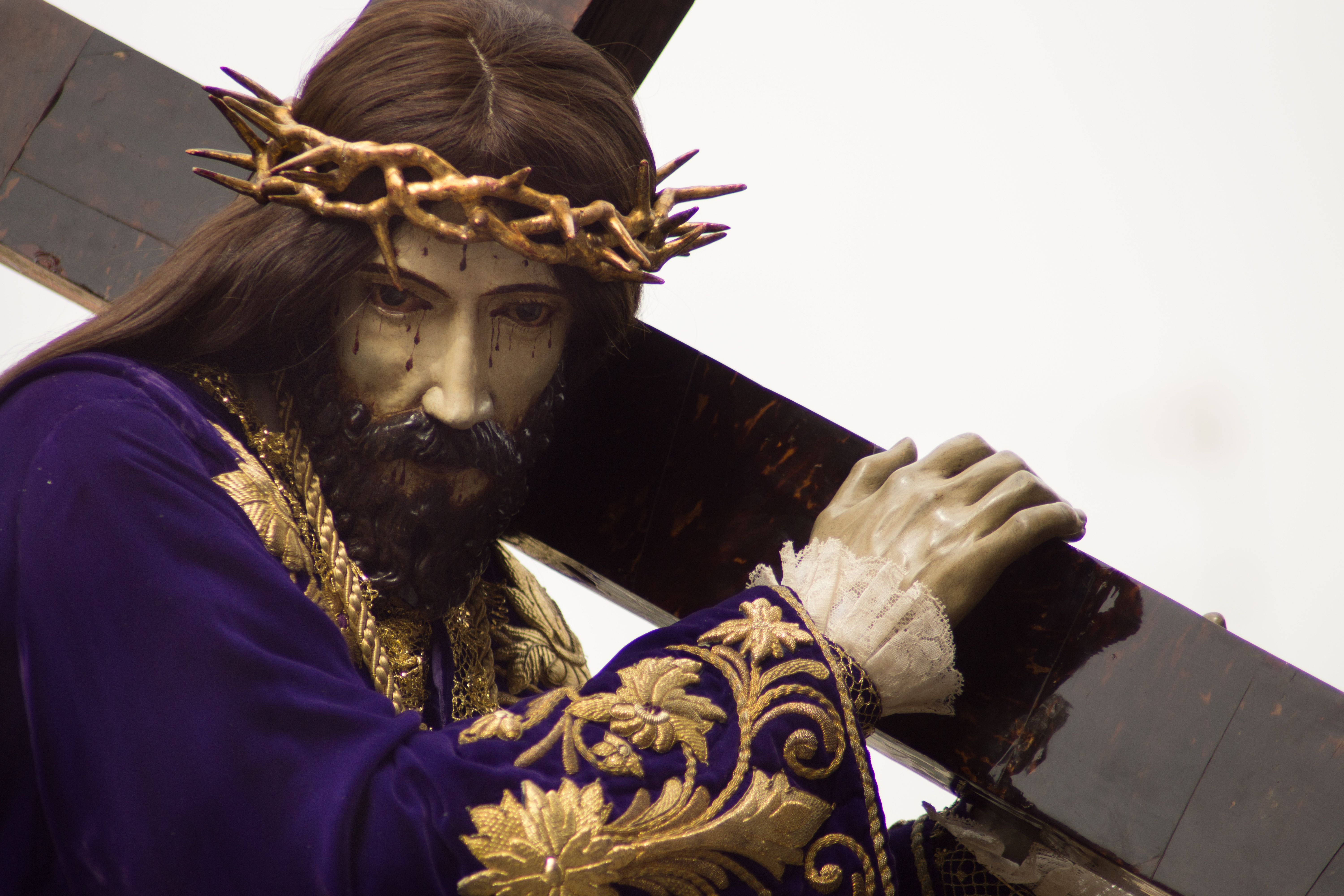
Detalle de Nuestro Padre Jesús Nazareno, titular de la Iglesia y la Cofradía

Una de las principales características del conjunto arquitectónico es su curiosa planta circular, disponiéndose una serie de capillas radiales en donde se custodian los diferentes pasos procesionales de la cofradía, obras del genial escultor barroco Francisco Salzillo -salvo el titular-.
Ellos son La Santa Cena (1761), La Oración del Huerto (1754), El Prendimiento o Beso de Judas (1763), Jesús en la Columna (1777), La Santa Mujer Verónica (1755), La Caída (1752), San Juan (1755) y La Dolorosa (1756). 
En la capilla principal, bajo un templete circular neoclásico obra del tallista Julián Hernández, se custodia el titular de la iglesia y la cofradía, Nuestro Padre Jesús Nazareno. Esta antiquísima y anónima imagen fue adaptada a la estética procesional en 1601 por Juan de Aguilera.

## Galería

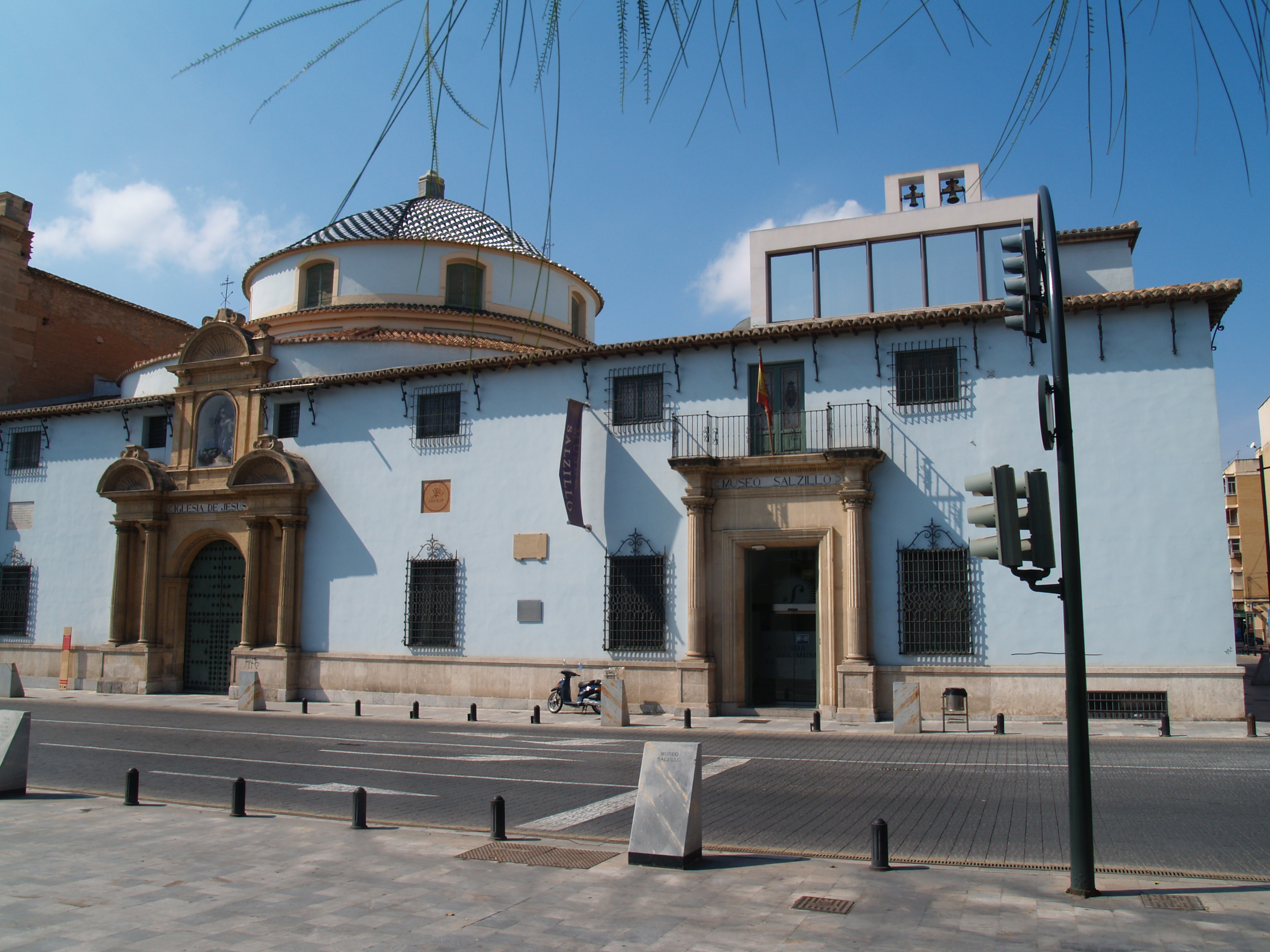
Iglesia de Jesús (izquierda) junto al edificio del Museo Salzillo (derecha)
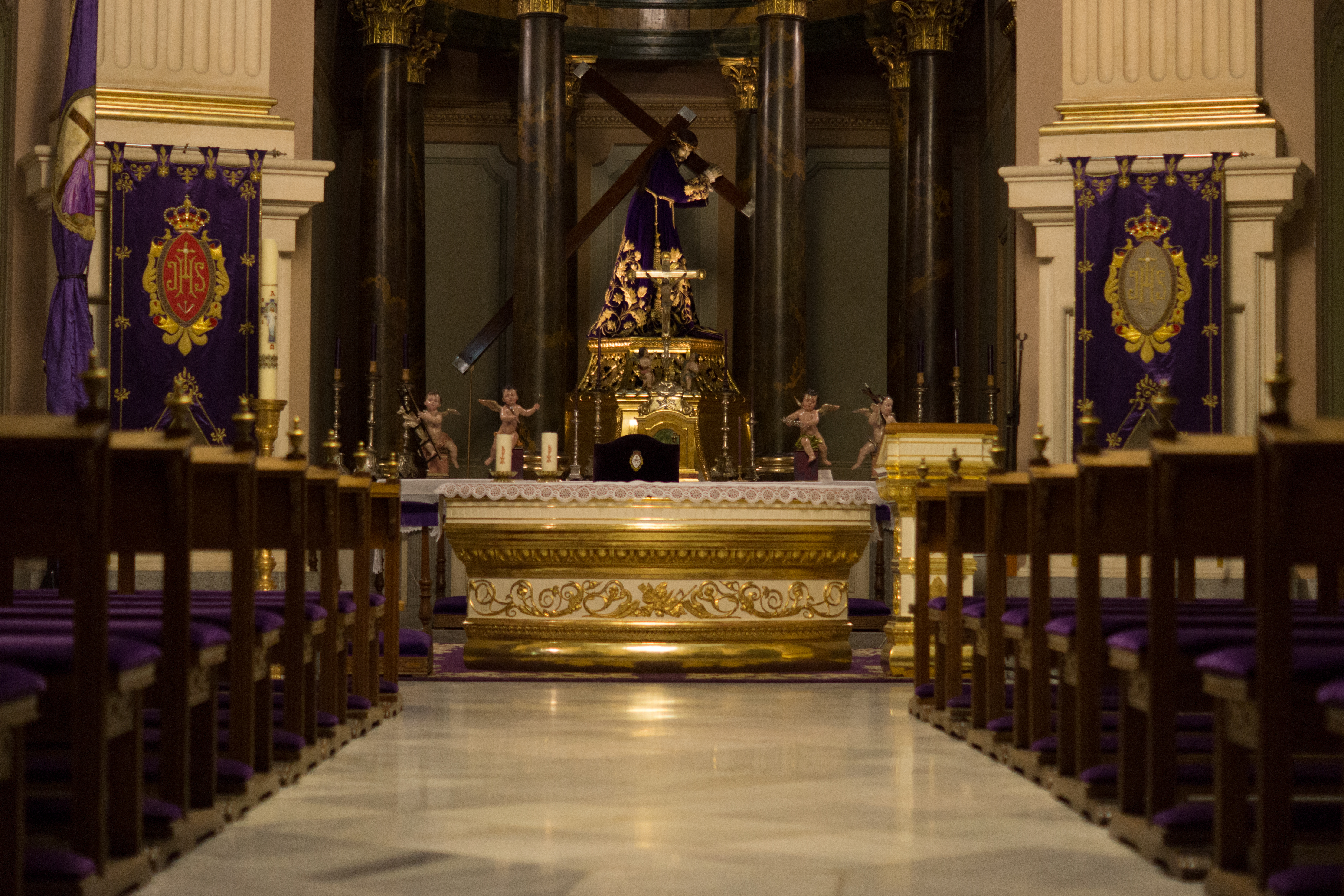
Interior de la iglesia con el templete neoclásico de Nuestro Padre Jesús Nazareno